# Ruggero Ruggeri
Pour les articles homonymes, voir Ruggeri.
Ruggero Ruggeri (né le 14 novembre 1871 à Fano et mort le 20 juillet 1953 à Milan) est un acteur actif au théâtre et au cinéma.

## Biographie
Entraîné avec Ermete Novelli et Claudio Leigheb, il représente la rupture avec la récitation histrionique du XIXe siècle, opposant une sobriété rigoureuse au jeu et ne jouissant parfois que d'une certaine stylisation du geste. Sa voix grave aux multiples couleurs reste historique.
Célèbre pour son interprétation du personnage d'Aligi dans La fille d'Iorio di Gabriele D'Annunzio, dont il fut le premier interprète et qui a également repris trente ans sur la scène du Teatro Argentina à Rome dans la célèbre mise en scène de Octobre 1934 confié à la direction de Luigi Pirandello assisté de Guido Salvini, avec la première actrice de Marta Abba et des scènes et costumes de Giorgio de Chirico; mais avant tout, il excellait dans les personnages tourmentés de différentes tragédies de Pirandello, comme Henri IV, dont il était souvent le premier interprète et que le même dramaturge avait écrit en pensant à l'interprétation de Ruggeri. Pirandello avait écrit en 1921 le rôle du père des Six personnages à la recherche d'un auteur pensant à Ruggeri, mais, en raison d'engagements antérieurs pris par l'acteur, il devait le confier à la compagnie de Niccodemi avec Vera Vergani et Luigi Almirante. Cependant, le 28 novembre 1936, Ruggeri le monta au Teatro Argentina à Rome, le répétant pendant sept nuits et remportant un énorme succès.
Le futur prix Nobel lui avait déjà offert un rôle dans So it (si vous pensez), mais Ruggeri avait refusé, acceptant au lieu de revêtir le rôle du protagoniste Angelo Baldovino dans Le plaisir de l’honnêteté, qui fit ses débuts en novembre 1917 au Teatro Carignano. de Turin, est devenu le premier opéra pirandellien à tirer parti de la présence de Ruggeri, qui devint à partir de ce moment le principal interprète des textes du dramaturge de Girgenti.
Elle a commencé dans la franc-maçonnerie de rite écossais à la Loggia « Gustavo Modena » de Rome, en obéissance de la Piazza del Gesù, dans laquelle elle a atteint le rang de Maître.
Capocomico et premier acteur aux côtés des actrices majeures du moment, telles que Emma Gramatica, Marta Abba, Lyda Borelli et Wanda Capodaglio, a également été apprécié à l'étranger où il a fait une tournée réussie.
Il repose dans la Circondante de Levante du Cimetière Monumental de Milan.

## Filmographie partielle
- 1914 : L'Enquête (L'istruttoria) d'Enrico Guazzoni
- 1919 : Il principe dell'impossibile, de Augusto Genina
- 1939 : Papà Lebonnard de Jean de Limur
- 1939 : Le Père Lebonnard de Jean de Limur
- 1939 : La vedova de Goffredo Alessandrini
- 1939 : Il documento, de Mario Camerini
- 1940 : Une lampe à la fenêtre (Una lampada alla finestra) de Gino Talamo
- 1941 : I promessi sposi de Mario Camerini
- 1941 : Se non son matti non li vogliamo, de Esodo Pratelli
- 1942 : Quarta pagina de Nicola Manzari (1942)
- 1943 : Sant'Elena, piccola isola, de Umberto Scarpelli et Renato Simoni
- 1946 : Vanità de Giorgio Pastina
- 1951 : Les Deux Vérités d'Antonio Leonviola